# Salah Stétié
Salah Stétié, né le 28 septembre 1929 ou le 25 décembre 1928 à Beyrouth et mort le 19 mai 2020 au Chesnay-Rocquencourt, est un écrivain, poète et critique d’art franco-libanais de langue française de réputation internationale, exerçant la profession de diplomate.

## Biographie

### Jeunesse
Salah Stétié naît à Beyrouth à l’époque du mandat français sur le Liban dans une vieille famille de la bourgeoisie sunnite. Son père, Mahmoud Stétié, enseignant, veille à ce qu’il apprenne le français dès son enfance, au Collège protestant français, puis auprès des Jésuites au collège Saint-Joseph de l’université de Beyrouth, où il a pour condisciples Robert Abirached et André Tubeuf. Parallèlement, ce père, poète en langue arabe, lui transmet une solide culture arabo-musulmane.
À partir de 1947, il effectue des études de lettres et de droit et suit également l’enseignement de Gabriel Bounoure, le premier de ses maîtres spirituels, à l’École supérieure des lettres de Beyrouth, où il rencontre notamment Georges Schéhadé, son aîné d’un quart de siècle à qui il se lie d’amitié jusqu’à la mort du poète en 1989.
En 1949, il devient professeur au collège des pères mékhitaristes d’Alep.

### Années parisiennes
En 1951, une bourse française lui permet de s’inscrire à la Sorbonne. Il suit également les cours de l’orientaliste Louis Massignon, le second de ses maîtres spirituels, à l’École pratique des hautes études et au Collège de France.
Il fait partie de la première équipe des Lettres nouvelles, revue créée en 1953 par Maurice Nadeau et Maurice Saillet, et publie une première version de son ouvrage Le Voyage d’Alep au Mercure de France. Paris devient alors le principal de ses pôles mentaux. Il y fait la connaissance de poètes et d’écrivains, comme Pierre Jean Jouve, André Pieyre de Mandiargues, Yves Bonnefoy, André du Bouchet, Michel Deguy, de peintres comme Ferdinand Desnos, et s’intéresse à la nouvelle peinture française de l’époque. Cette passion ne cessera de s’intensifier au fil des années et donner lieu à de nombreuses collaborations avec des peintres : son ami peintre libanais Joseph Terdjan, mais aussi Zao Wou-Ki, Raoul Ubac, Pierre Alechinsky, Antoni Tàpies, Roger-Edgar Gillet…

### Charges diplomatiques
Profondément attaché au Liban de son enfance qui demeure le foyer central de son imaginaire poétique, il retourne à Beyrouth en 1955 et enseigne à l’Académie libanaise des beaux-arts, puis à l’École supérieure des lettres de Beyrouth, enfin à l’Université libanaise. Il fonde alors L’Orient littéraire et culturel, supplément hebdomadaire du quotidien politique de langue française L’Orient, qu’il dirige jusqu’en 1961.
Dans les années 1960, il entre dans la carrière diplomatique et occupe successivement divers postes : conseiller culturel du Liban à Paris et en Europe occidentale, puis délégué permanent du Liban à l’UNESCO. À ce dernier titre, il joue un grand rôle dans la mise au point et la réalisation du plan mondial de sauvegarde des monuments de Nubie lors de la construction du barrage d’Assouan, puis est élu président du Comité intergouvernemental de l’UNESCO pour le retour des biens culturels à leur pays d’origine en cas d’appropriation illégale ou de trafic illicite, poste qu’il occupera pendant sept ans.
En 1982, il devient ambassadeur du Liban aux Pays-Bas jusqu’en 1984, puis ambassadeur au Maroc, de 1984 à 1987. En 1987, il est nommé secrétaire général du ministère des Affaires étrangères du Liban, en pleine guerre civile, puis devient à nouveau ambassadeur du Liban aux Pays-Bas, de 1991 à 1992.

### Approches de l'œuvre poétique
Célébrant à la fois une langue française très pure et les traditions de la poésie arabe, il est l’auteur d’une œuvre poétique abondante et très dense, où la « réduction » de l’expression et des thèmes visent à l’évocation de l’essentiel humain par des moyens verbaux épurés, la référence à Mallarmé (à qui Stétié a consacré un essai : Mallarmé sauf azur, 1999) s’imposant, du côté occidental.
Parmi ses recueils poétiques : L’Eau froide gardée, 1973 ; Inversion de l’arbre et du silence, 1981 ; L’Être poupée, 1983 (traduit en arabe par Adonis, 1983) ; Archer aveugle, 1986 ; Lecture d’une femme, 1988 ; L’Autre côté brûlé du très pur, 1992.
Il est l’auteur de nombreux essais, de recueils d’aphorismes (Signes et singes, 1996), de traductions et présentations de poètes arabes, de textes sur la poésie, la langue, l’art et la calligraphie. Son œuvre manifeste « le désir d’une vigilance et une foi dans la parole de poésie », selon les mots d'Yves Bonnefoy et se découvre « dans une illuminante complexité » (Giovanni Dotoli, Salah Stétié, le poète, la poésie, Klincksieck, 1999).
En 2002, sollicité par Maurice Druon, il est candidat à l'Académie française.
Il décède le 19 mai 2020 à Paris, à l'âge de 90 ans,.

## Prix
- 1972 : Prix de l'amitié franco-arabe
- 1982 : Prix Max-Jacob
- 1993 : Prix Maïse Ploquin-Caunan de l'Académie française
- 1995 : Grand prix de la francophonie de l'Académie française
- 2006 : Prix européen de la ville de Smederevo (Serbie)
- 2007 : Grand prix de poésie des Biennales internationales de Liège (Belgique)
- 2015 : Prix Saint-Simon et prix franco-suisse des Charmettes Jean-Jacques Rousseau pour L'Extravagance

## Doctoratshonoris causa
- Docteur honoris causa de l'université Bordeaux-Montaigne, 2008[6]
- Docteur honoris causa de l'université de Cergy-Pontoise, 2009
- Docteur honoris causa de l'université libanaise de Beyrouth, 2013

## Distinctions
- Chevalier de l'ordre national du Cèdre, Liban 1961
- Médaille d'or de l'ordre du Mérite civil, France 1964
- Commandeur de l'ordre national du Mérite, France 1965
- Commandeur de l'ordre de la Pléiade, « ordre de la Francophonie et du dialogue des cultures », France 1965
- Commandeur de l'ordre des Arts et des Lettres, France 1983
- Grand officier de l'ordre d'Orange-Nassau, Pays-Bas 1984
- Grand officier de l'ordre du Mérite alaouite, Maroc 1987
- Commandeur de l'ordre des Palmes académiques, France
- Grand officier de la Légion d’honneur (31 décembre 2015)[7], commandeur le 20 octobre 2004

## Œuvre

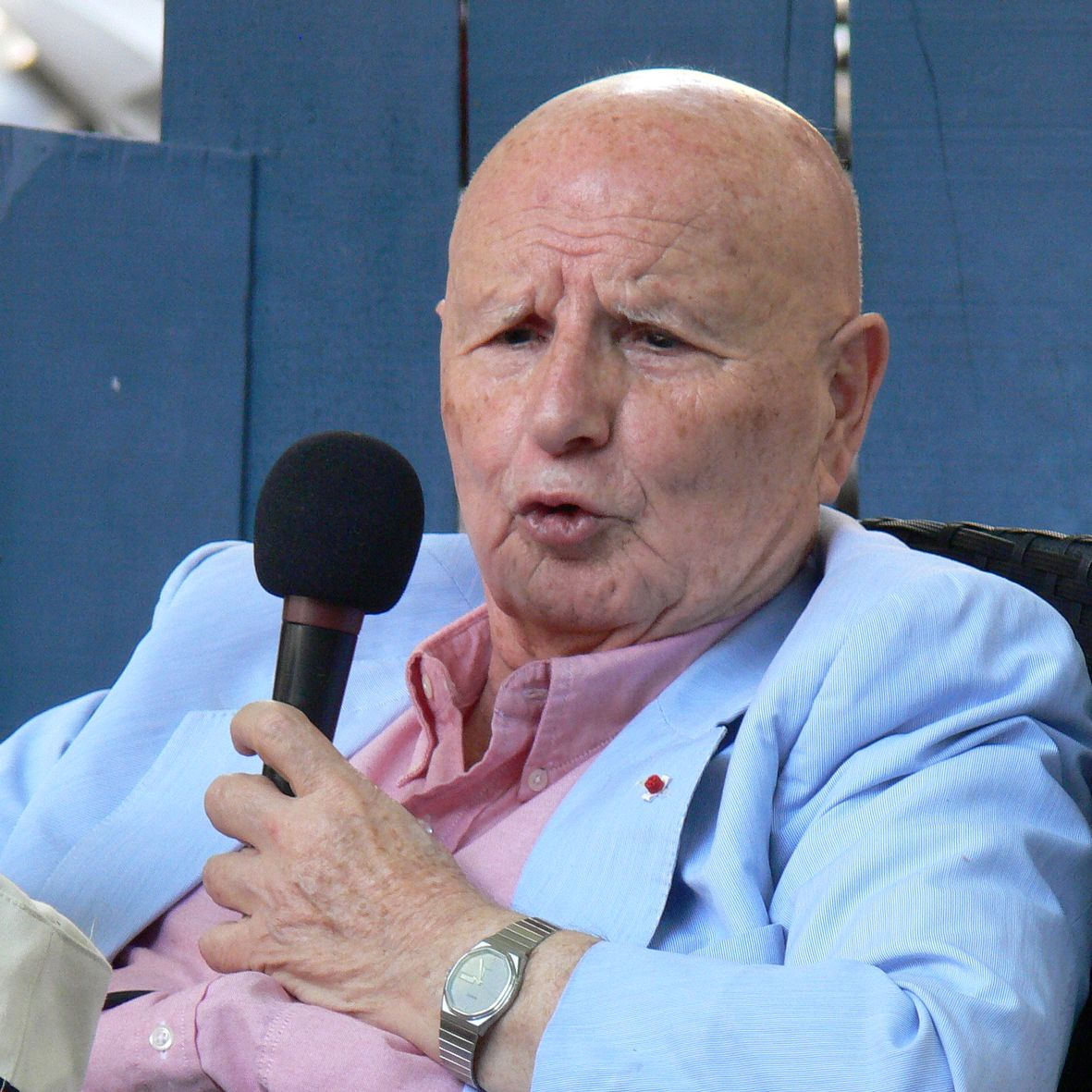
Sète, festival Voix Vives, juillet 2014

Auteur d'une centaine de livres, son œuvre consiste surtout en recueils poétiques, des aphorismes, auxquels s'ajoutent des essais, des traductions, des critiques d'art et des mémoires.

### Éditions courantes
- Les Porteurs de feu, Gallimard, 1972, Prix de l'amitié franco-arabe
- La Mort abeille, L'Herne, 1972
- L'Eau froide gardée, Gallimard, 1973
- Fragments : Poème, Gallimard, 1978
- André Pieyre de Mandiargues, Seghers, 1978
- Obscure lampe de cela, avec des gravures de Raoul Ubac, édition Jacques Brémond, 1979 ; réédition en 1994
- La Unième Nuit, Stock, 1980 ; nouvelle version parue en Belgique aux éditions Talus d'Approche, 1995
- Ur en poésie, Stock, 1980
- Inversion de l’arbre et du silence, Gallimard, 1980, prix Max-Jacob 1981
- L'Être poupée suivi de Colombe Aquiline, Gallimard, 1983
- Nuage avec des voix, Fata Morgana, 1984
- Firdaws, essai sur les jardins et les contre-jardins de l'Islam, Le Calligraphe / Philippe Picquier, 1984
- Archer aveugle, avec des reproductions de calligraphies de Mohammed Saïd Saggar, Fata Morgana, 1985
- Lecture d'une femme, Fata Morgana, 1988 ; réédition en 1996
- Le Voyage d'Alep, avec un portrait de l'auteur par Albert Féraud, Les Cahiers de l'Égaré, 1991
- Les Sept Dormants au péril de la poésie, éditions Leuvense Schrijversaktie, Louvain, 1991
- L'Autre Côté brûlé du très pur, Gallimard, 1992
- L'Épée des larmes, Éditions du Noroît / L'arbre à paroles, 1992
- Visage en trois, Le Taillis Pré, 1992
- Lumière sur lumière ou l'Islam créateur, Les Cahiers de l'Egaré, 1992
- Rimbaud, le huitième dormant, avec des reproductions de dessins de Jean Messagier, Fata Morgana, 1993
- L'Interdit, éditions José Corti, 1993
- Le Nibbio, éditions José Corti, 1993
- Liban pluriel, éditions Naufal-Europe, 1994
- Réfraction du désert et du désir, avec des reproductions de calligraphies de Ghani Alani, Babel, 1994
- La Nuit du cœur flambant, éditions des Moires, 1994
- La Terre avec l'oubli, éditions des Moires, 1994
- Un suspens de cristal, avec des calligraphies de  Hassan Massoudy, Fata Morgana, 1995
- L’Ouvraison, avec des reproductions calligraphies de Ghani Alani, José Corti, 1995
- Seize paroles voilées, exemplaires de tête comportant des peintures originales de Jean-Gilles Badaire, Fata Morgana, 1995
- Habiter Vermeer, l'Étoile des Limites, 1995
- Signes et singes, Fata Morgana, 1996
- La Parole et la preuve, entretiens sur la poésie, avec des encres de Pascale Ravilly, M.E.E.T., 1996
- Le Calame, avec des reproductions de calligraphies de Henri Renoux, Fata Morgana, 1997
- Hermès défenestré, éditions José Corti, 1997
- La Nuit d’Abou'l Quassim, éditions Tschann, 1997
- Fièvre et guérison de l'icône, avec un frontispice et un portrait de l'auteur par Pierre Alechinsky, édition de l'Imprimerie nationale, collection « La Salamandre », éditions de l'UNESCO, « Collection d'œuvres représentatives », 1998
- Fenêtre d’aveugle (à propos des papiers froissés de Ladislas Kijno), 1998
- Raisons et déraisons de la poésie, conférence à l'Institut de langue et littérature française de l'Université de Bari, éditions Schena-Didier Érudition, 1998
- Le Vin mystique, précédé de la traduction de Al Khamriya d'Omar Ibn al-Farîdh, avec des reproductions calligraphies de Ghani Alani, éditions Fata Morgana, 1998
- Mallarmé sauf azur, avec une reproduction du portrait de Mallarmé par Messagier, éditions Fata Morgana, 1999
- Clef pour le Liban, album de photographies, Garnet-France, Paris, 1999
- Sauf erreur, entretiens avec David Raynal et Frank Smith, éditions Paroles d'aube, 1999
- La Terre avec l’oubli, Musée Condé, 2000
- Mahomet, éditions Pygmalion, 2000 ; repris en 2001 par Éditions Albin Michel (Albin Michel (Mahomet) dans la collection « Spiritualités »)
- Fourmilière détraquée, La Pierre d'alun, 2001
- Le Français, l’autre langue, Imprimerie nationale, 2001
- Hugo ? Oui, Hugo !, avec une couverture réalisée par Jean Cortot, Imprimerie Nationale, 2002
- Pluie sur la Palestine, Al Manar, 2002
- Le Voyage d’Alep, édition complétée, Fata Morgana, 2002
- Le Vin Mystique et autres lieux spirituels de l'islam, Albin Michel, 2002
- Corpo-Corpus, avec des reproductions d’œuvres de Jacques Clauzel, éditions A Travers, 2002
- Brise et attestation du réel, Fata Morgana, 2003
- Fiançailles de la fraîcheur, couverture et portrait de l'auteur réalisés par Kijno, Imprimerie Nationale, 2003
- Presque nuit, Al Manar, 2003
- Visage en Trois, Le Taillis Près, 2003
- Égyptiennes : Cartes postales (1885-1930), en collaboration avec Jean-Michel Belorgey, Bleu autour, 2003
- Obscure lampe de cela, Éditions Jacques Bremond, 2003
- Carnets du méditant, Albin Michel, 2003
- Si respirer, avec des reproductions de dessins de Christiane Vielle, Fata Morgana, 2004
- Rimbaud d’Aden, Fata Morgana, 2004
- Fils de la parole – un poète d’Islam en Occident, Entretiens avec Gwendoline Jarczyk, Éditions Albin Michel (Albin Michel), 2004
- Kyôto, avec des photographies d'Alexandre Orloff, Imprimerie Nationale, octobre 2005
- Arthur Rimbaud, avec des reproductions de dessins de Sarah Kaliski, Fata Morgana, 2006
- Liban, avec des photographies de Caroline Rose, Imprimerie Nationale, 2006
- La Nuit de la substance, Fata Morgana, 2007
- Fluidité de la mort, Fata Morgana, 2007
- Décomposition de l'éclair en brindilles avec des reproductions de peintures de Colette Ottmann, Les Petites Vagues, 2007
- Mystère et mélancolie de la poupée, Fata Morgana, 2008
- Culture et violence en Méditerranée, Imprimerie Nationale, 2008
- En un lieu de brûlure (Œuvres), Robert Laffont, « Bouquins », 2009
- Oiseau ailé de lacs, Fata Morgana, 2010
- Râbi‘a de feu et de larmes, Fata Morgana, 2010
- Dans le miroir des arbres, avec des reproductions d'œuvres de Ostovani, Fata Morgana, 2011
- Jean Anguera - Sculpteur de l'impalpable, Kallimages, 2011
- Lumière des corps, avec des photographies d'Emmanuel Ciepka, Kallimage, 2011
- Les Trois Médinas : Tunis, Alger, Fès, avec photographies d'Alexandre Orloff, Imprimerie Nationale, 2011
- L’Interdit suivi de Raisons et déraisons de la poésie, édition définitive entièrement revue et corrigée par l'auteur, collection « La Bibliothèque d'Alexandrie », Les éditions du Littéraire, 2012
- Une rose pour Wâdi Rum, avec des reproductions de graphites de Gilles du Bouchet, Fario, 2012
- D’une langue, Fata Morgana, 2013
- Sur le cœur d’Isrâfil, Fata Morgana, 2013
- Rembrandt et les Amazones, avec une reproduction de dessin d'Alexandre Hollan, Fario, 2013
- L’Uræus, avec des dessins de Pierre Alechinsky, Fata Morgana, 2014
- L’Extravagance. Mémoires, Robert Laffont, 2014
- L'Etre, Fata Morgana, 2014
- Le chat couleur, avec un frontispice de Pierre Alechinsky, Fata Morgana, 2014
- Râbi'a de feu et de larmes, Albin Michel, 2015
- L'été du grand nuage, Fata Morgana, 2016
- Oasis, entre sable et mythes, avec des photographies de Jean-Baptiste Leroux, postface de Rachid Koraïchi, Actes Sud, 2016
- Lapidaires verdoyants, avec des graphèmes de Nja Mahdaoui, Fata Morgana, 2017
- La Maison des agapanthes, avec des dessins de Gérard Titus-Carmel, Fata Morgana, 2017
- Le Mendiant aux mains de neige, Fata Morgana, 2018

### Éditions de tête et livres d'artistes

#### Exemplaires de tête
- Obscure lampe de cela, avec des gravures de Raoul Ubac, édition Jacques Brémond, 1979
- Nuage avec des voix, avec des gravures de Jacques Hérold, Fata Morgana, 1984
- Lecture d'une femme, avec des gravures de Georges Bru, Fata Morgana, 1987
- Un suspens de cristal, avec des calligraphies de  Hassan Massoudy, Fata Morgana, 1995
- Seize paroles voilées, exemplaires de tête comportant des peintures originales de Jean-Gilles Badaire, Fata Morgana, 1995
- Habiter Vermeer, avec une acquarelle originale de Mireille Brunet-Jailly, l'Étoile des Limites, 1995
- Signes et singes, avec une eau-forte originale de  Pierre Alechinsky, Fata Morgana, 1996
- La Nuit d'Abou'l Quassim, avec une gravure originale de Pierre Alechinsky, éditions Tschann, 1997
- Fenêtre d'aveugle (à propos des papiers froissés de Kijno), avec un papier froissé original de Kijno, Rougerie, 1998
- Le Vin mystique, précédé de la traduction de Al Khamriya d'Omar Ibn al-Farîdh, avec des calligraphies de Ghani Alani, éditions Fata Morgana, 1998
- Fourmilière détraquée, avec une lithographie de Jan Voss, La Pierre d'alun, 2001
- Pluie sur la Palestine, avec une lithographie de Rachid Koraichi (Rachid Koraïchi), Al Manar, 2002
- Corpo-Corpus, 15 exemplaires de tête, avec des œuvres de Jacques Clauzel, 2002
- Presque nuit, avec des peintures de Claude Bellegarde, 2003
- Décomposition de l'éclair en brindilles, avec un texte calligraphié et une peinture originale de Colette Ottmann, Les Petites Vagues, 2007
- Mystère et mélancolie de la poupée, avec une peinture de Pierre Dubrunquez, Fata Morgana, 2008
- Oiseau ailé de lacs, avec une gravure de Pierre Alechinsky, Fata Morgana, 2010
- Une rose pour Wâdi Rum, avec des graphites de Gilles du Bouchet, Fario, 2012
- Le chat couleur, les trente premiers exemplaires numérotés sont peints par Joël Leick, Fata Morgana, 2014

#### Livres d'artiste
- La Nymphe des rats, avec douze gravures de Roger-Edgar Gillet, Hors commerce, 1964
- Incises, avec des empreintes de Marc Pessin, éditions d'art Marc Pessin, 1989
- Éclats, quatorze haïkus, avec des acryliques de Jacques Clauzel, éditions À travers, 1994
- Instrumentation des nuages, avec des acryliques de Jacques Clauzel, éditions À travers, 1994
- Miroir rayé, avec des acryliques de Jacques Clauzel, éditions À travers, 1995
- Le Calame, avec Jacques Clauzel. Tirage à 2 exemplaires.HC
- Violon des éléments, avec des acryliques de Jacques Clauzel, éditions à travers, 1995
- Fièvre et guérison de l'icône, avec des bois gravés de Mireille Brunet-Jailly, (poème qui donne son titre au recueil publié en 1998 aux éditions de l'Imprimerie Nationale) ; éditions Collodion, 1996
- Dormition de la neige, avec des gravures de Claude Faivre, éditions de Vallongues, 1996
- L'Enfant de cendre, avec des peintures originales de Farid Belkahia, Fata Morgana, 1996
- Le souffle efface la montagne, avec une aquarelle de Mireille Brunet-Jailly, éditions La Balance, 1996
- Hermès défenestré, avec trois gravures originales de Jean-Paul Agosti, éditions d'art Robert et Lydie Dutrou, 1997, (essai qui donne son titre au recueil d'essais publié par la suite chez José Corti)
- La Tisane du sphinx, avec des photographies originales de Julie Ganzin, Fata Morgana, 1997
- Vagabondages (textes de Michel Butor, Andrée Chedid, Charles Dobzynski, Salah Stétié et Pierre Torreilles), avec Jacques Clauzel, éditions À Travers 1997
- Cinq dans ton œil, imagé et mis en page par Pierre Alechinsky, Paris, éditions d'art Robert et Lydie Dutrou, 1998
- L'Oreille du mur, carnet d'aphorismes, avec une eau-forte originale de Pierre Alechinsky, éditions d'art Robert et Lydie Dutrou, 1998
- Chemins toutes ces traces, avec des aquarelles originales de Chan Ku-Yut, Lyrics Éditions, Vancouver, Canada, 1998
- Se noyer en eau sèche, avec sept eaux-fortes originales et, pour les premiers exemplaires, un collage rehaussé de couleur par Richard Texier, suite d'aphorismes, éditions d'art Robert et Lydie Dutrou, 1998
- Les Doigts, avec deux eaux-fortes de François Lamore, Maeght éditeur, 1999
- Le p(a)in et le poème, avec des gouaches de Jean-Pierre Thomas, éditions de la Limace Bleue, 1999
- Ne parlant qu'à la pierre, avec des gravures de Jacques Clauzel, éditions À travers, 1999
- Zone du soleil, avec des gravures de Jacques Clauzel, éditions À travers, 1999
- Aérostats, avec des peintures de Jean-Pierre Thomas, éditions de la Limace Bleue, 2000
- Mes villes, avec des gouaches de Jean-Pierre Thomas, éditions de la Limace Bleue, 2001
- L'Homme tremblé, avec des photographies rehaussées de peintures de Joël Leick, Eric Coisel éditeur, 2000
- L'Arbre et le Cœur, avec des photographies rehaussées de peintures de Joël Leick, Eric Coisel éditeur, 2000
- L'envers, l'endroit, livre manuscrit avec une peinture de Jean-Pierre Thomas, chez les auteurs, 2000
- L'Insaisi, livre manuscrit accompagné d'aquarelles de Mireille Brunet-Jailly, éditions de la Balance, 2001
- Si respirer, avec des gravures de Christiane vielle, Fata Morgana, 2001
- Méditation sur la mort d'une figue, avec des photographies de Jacques Clauzel, éditions À travers, 2001
- La Bergère et le Pharaon, avec des œuvres d'Yves Jolivet, éditions Le Mot et le Reste, 2001
- Ce qu'on sait, avec une aquarelle de Mireille Brunet-Jailly, éditions de la Balance, 2001
- Dehors, avec une aquarelle de Mireille Brunet-Jailly, éditions de la Balance, 2001
- L'Arbre langue, avec des interventions de Joël Leick, éd. Akié Arichi, 2001
- Desseins étonnés avec des éclairs de chaleur, nus lithographiés de Yim Setaik, accompagnés pour certains manuscrits de l'auteur, La Tempête, 1995-2001
- Jarres captives, livre manuscrit avec des gravures et peintures de Jean-Pierre Thomas, chez les auteurs, 2001
- Corpo-corpus, carnet de notes accompagné de dessins à la mine de plomb de Jacques Clauzel, éditions À travers, 2002
- Dessin sur qui il pleut, avec des dessins de Colette Deblé et des poèmes manuscrits de l'auteur, 6 exemplaires, Peau-ésie de l'Adour, 2002
- Brise et attestation du réel, avec des dessins de Kang Myonghi, Daniel Leuwers éditeur, 2002
- Matière, poème inédit en trente fragments, illustré par Belkahia, tiré à seize exemplaires, Al Manar, 2002
- La Mort abeille, avec des peintures originales de Mahmoud Zende, Fata Morgana, 2002
- L'Insaisi, avec des gravures de Mireille Brunet-Jailly, éditions de la Balance, 2002
- Cinq dictées de la mélancolie, avec des lithographies de Jean Cortot, Maeght, 2002
- Choses calmées, avec des héliogravures de Philippe Blache, Atelier d'art, 2003
- L'infini, avec des bois gravés et des encres de Mireille Brunet-Jailly, éditions La Balance, 2003
- Une rose pour Wâdi Rum, avec des photographies de Pierre Devin, Centre régional de la photographie Nord-Pas-de-Calais, 2003
- Souvenir de l'aigle de Jean, avec des gravures de Marjolaine Pigeon, Signum, 2003
- Les Dieux, avec des peintures de Tony Soulié, Eric Coisel éditeur, 2003
- Pierre volée, 10 exemplaires manuscrits avec des encres de Jephan de Villiers, Le Tremblay-sur-Mauldre2003
- Bois des cerfs avec deux eaux-fortes d’Antoni Tapiès, Fata Morgana, 2004
- Deux feux, accompagné de trois pointes sèches de Marjolaine Pigeon, 2004
- L'inconcessible, tirage à 35 exemplaires, avec des œuvres de Jacques Clauzel, 2004
- Invention de la pudeur, avec une eau-forte de Pierre Alechinsky, Fata Morgana, 2005
- Lymphe, avec des dessins sur calque de Catherine Bolle, éditions Traces, Genève, 2005
- Matière, avec des peintures et peaux travaillées par Farid Belkahia, 16 exemplaires, Al Manar, 2005
- La Substitution, livre peint par Anne Slacik, Fata Morgana, 2006
- L'Après-midi à Ugarit, avec une gravure de Gérard Titus-Carmel, Al Manar, 2006
- Haïkaï, avec des encres de Jacques Capdeville, Eric Coisel éditeur, 2006
- Le chat couleur, avec une eau-forte de Bernard Dufour, Fata Morgana, 2006
- Le petit opéra, 6 exemplaires manuscrits avec des peintures de Ricardo Mosner, Eric Coisel éditeur, 2006
- L'écri-vain, avec des gravures de Dominique Neyrod, TranSignum & Co, 2006
- La somnambule, accompagné de sept gravures en taille-douce de Gérard Serée, Atelier Gestes et Traces, 2006
- Remémoration de Mansour Hallaj à Saint-Patrick avec trois Photo-lithographies de Vladimir Veličković (Vladimir Velickovic), Al Manar, 2007
- Si brèves les colombes avec six lithographies originales de Julius Baltazar, Al Manar, 2007
- Chant égorgé d’alouette, poème inédit tiré à 45 exemplaires sur vélin d’Arches, par la librairie-galerie d’art Matarasso, à Nice. Tous les ouvrages, sous couverture peinte, numérotés de 1 à 40 et de HC I à HC V, sont signés au colophon par le poète et le peintre. Le poème, composé à la main en méridien corps 16, a été imprimé par François Huin, typographe à l’Hay-les-Roses, à la fin de l’année, 2007
- L'entrée de la couleur dans la ville est un leurre, 6 manuscrits avec des peintures de Georges Badin, Eric Coisel éditeur, 2007
- Piano fou, accompagné de signes de Julius Baltazar, 2007
- Ni fruit ni fleur, 3 manuscrits avec des peintures de Patricia Erbelding, Eric Coisel éditeur, 2007
- La mer de Koan, avec deux lavis originaux et des dessins de Alexandre Hollan, Fata Morgana, 2007
- L'âme, 2 manuscrits avec des peintures de Koschmider, Eric Coisel éditeur, 2007
- Avant-livre, accompagné de deux gravures de Robert Lobet, La Margeride, 2007
- Sept jardins de la mer, avec des gravures d'Anne Pourny, Signum, 2007
- Ça pousse, avec des eaux-fortes de Stéphane Quoniam, A distance, 2007
- Graffiti sur un mur à bœufs, 3 exemplaires manuscrits avec des signes des Michaële-Andrea Schatt, Eric Coisel éditeur, 2007
- Pount, 8 exemplaires manuscrits avec des encres de Jephan de Villiers, Le Tremblay-sur-Mauldre, 2007
- Équateur absolu, avec des peintures de Jean Anguerra, Eric Coisel éditeur, 2008
- D'eau, 7 exemplaires manuscrits avec un dessin au lavis de Claire Illouz, Daniel Leuwers éditeur, 2008
- Le bruit de l'ange, avec des peintures de René Laubiès, 2008
- L'Oiseau ailé de lacs, tiré à 20 exemplaires dont 4 HC, avec 13 collages de Philippe Amrouche, Émérance, 2009
- L'écorcement, avec des dessins d'Alexandre Hollan, 24 exemplaires sur Vélin du Bosc, Fata Morgana, 2009
- Le plus simple, 6 exemplaires manuscrits avec des traces de brûlure de Christian Jaccard, Daniel Leuwers éditeur, 2009
- Le bleu de la question, avec quatre eaux-fortes de Julius Baltazar, Matarasso, 2009
- Le naufragé, 10 cahiers manuscrits de 4 pages avec des peintures de Julius Baltazar, 2009
- Paysage de l'enfant, 2 cahiers manuscrits avec des peintures de Julius Baltazar, 2009
- L'air pur, poème manuscrit avec quatre pointes sèches de Catherine Bolle, 8 exemplaires, éditions Traces, 2009
- Les joueurs, avec des photographies d'Olivier Thomann, avec une peinture sur textile de Catherine Bolle, 1000 exemplaires, 2009
- La grande barque, avec des gravures d'Albert Woda, Fata Morgana, 2009
- Jardin nord, l'inquiétude, avec des peintures et dessins de Myonghi, Yakchunsa temple, Jeju, Corée, 2010
- Le Seul Grain, tiré à 15 exemplaires avec 4 encres de Philippe Amrouche, Émérance 2011
- Éros gramophone, avec des peintures d'Enan Burgos, Color Gang, 2011
- Oiseau ailé de lacs, tiré à 90 exemplaires avec une eau-forte en deux couleurs de Pierre Alechinsky, Fata Morgana, 2012
- Le débat avec la beauté, avec des peintures de Joël Leick, Eric Coisel, 2012
- Les feuilles les plus vertes, avec 6 sérigraphies de Claude Viallat, Les Cent Une, 2012
- L'éclaircie, avec 4 gravures d'Albert Woda, éditions de l'Eau, 2012
- Peignant la terre, 20 exemplaires avec des encres de Philippe Amrouche, Émérance, 2013
- Récit de l'S, livre manuscrit en 2 exemplaires, éditions Christine Fabre-Bourgeois et Jean-Noël Laszlo, 2013
- Jazzland, avec des collages de Max Parteranza, éditions Trames, 2013
- Doigt appuyant sur une paupière de neige, 30 exemplaires avec Jacques Clauzel, Fata Morgana, 2014
- L'otage de la question, tirage à 15 exemplaires, avec des œuvres de Jacques Clauzel, éditions À travers, 2014

### Ouvrages collectifs
- « L'Europe face à l'Europe », dans L'Europe et les autres, éd. du Cirque divers, Liège, 1993
- « La Méditerranée entre les deux consciences », dans La Méditerranée créatrice, éditions de l'Aube, sous la direction de Thierry Fabre, 1994
- Théâtre des nuées, dans Les nuages et leur symbolique, éditions Albin Michel, sous la direction de Jacqueline Kelen, 1995
- « Fidélités et ambiguïtées libanaises », dans Louis Massignon et ses contemporains, éditions Karthala, sous la direction de Jacques Keryell, 1997
- Le paradoxe Yourcenar, dans Marguerite Yourcenar, dix ans après, éd. Cidmy, Bruxelles, 1997
- « Le Liban et la langue française. Le pourquoi d'un pourquoi », dans La Francophonie au Liban, sous la direction d'Edmond Jouve, Simone Dreyfus et Walid Arbid, Association des écrivains de langue française, Paris, 1997
- « Entre Jourdain et Cédron », dans Voyage en Jordanie. Art contemporain et traditions culturelles, exposition, Hôtel de Ville de Paris, 1997
- Voyage et littérature, études réunies et présentées par Olivier Hamnursin, éd. L'Arbre à Paroles, Bruxelles, 2000
- Où va la poésie française à l'aube du troisième millénaire ?, Actes du Colloque de Bari, sous la direction de Giovanni Dotoli, éd. Schena, Fasano, 2002
- Le Monothéisme, avec Schmuel Trigano et Gregory Baum, éditions Fides, Montréal, 2003
- Youakim Moubarac, avec Jean Stassinet, Georges Khodr et Michel Lelong, éditions L'Âge d'Homme, 2005

### Préfaces
- Fouad Gabriel Naffah, La Description de l'Homme, du Cadre et de la Lyre, éditions Mercure de France, 1963
- Le Livre de la migration, d'Adonis, éditions Luneau-Ascot, 1982
- Fraicheur de l'Islam, de Gabriel Bounoure, éditions Fata Morgana, 1985
- Augiéras, Une trajectoire rimbaldienne, dossier établi par Paul Placet et Pascal Sigoda, éditions Au Signe de la Licorne, et Musée-bibliothèque Arthur Rimbaud, 1996
- Œuvres poétiques, de Fouad Abi-Zeyd, Beyrouth, éditions Dar An-Nahar, 1997
- De l'Orient à l'amour, de François Xavier, Editinter 1998 (prix Théophile-Gautier de l'Académie française 1999)
- Une geste des signes, de Joël-Claude Meffre et Ghani Alani, Fata Morgana, 2002
- Aux origines de la pensée arabe, de Moncef Gouja, L'Arganier-Transbordeurs, 2003
- Le Désarroi identitaire : Jeunesse, islamité et arabité contemporaines, de Réda Benkirane, Paris, Cerf, 2004
- Imaginaire de l'arbre, de Paul-Bernard Sabourin, Transbordeurs, 2005
- Stèle pour absent, de Vénus Khoury-Ghata et Alain Gorius, Al Manar, 2006
- À l'encre des dérives, de Vincent Teixeira, Paris, éditions L'Harmattan, 2007
- De l’Éternité et de l’Immortalité selon Sapphô de Mytilène, de Daniel Aranjo, Éditions Poiêtês, 2007
- Goudji, des mains d’or et de feu, Paris, Éditions Thalia, 2011
- Julius Baltazar, l'homme papier, Neuilly-sur-Seine, Éditions Al Manar, 2011
- L'Épaule d'Orphée suivi de L'Anneau des frontières, de Paul Dirmeikis, Éditions de L'Eveilleur, 2012
- Pierre Alechinsky, André Jacqmain, Philippe Roberts-Jones et Danièle de Temmerman, Urvater, histoire d'une collection, Stichting Kunstboek, 2013, Joseph-Berthold Urvater
- Anastrophe : Poèmes de Shmuel T. Meyer illustrés par Miriam Briss, Paris, Éditions Caractères, 2017
- Là où la nuit / tombe de Stéphane Sangral, Paris, Éditions Galilée, 2018

### Traductions de l'arabe vers le français
- Badr Chaker Es-Sayyâb, poèmes de Djaykoûr, en collaboration avec Kadhem Jihad, avec des calligraphies de Mohammed Saïd Saggar, éditions Philippe Piquier/Le Calligraphe, 1983
- Les Poèmes de Djaykoûr de Badr Chaker es-Sayyâb, avec des calligraphies de Nja Mahdaoui, nouvelle traduction de Salah Stétié, éditions Fata Morgana, 2000

### Traductions de l'anglais vers le français
- Le Prophète, de Gibran Khalil Gibran, éditions Naufal-Europe, 50 exemplaires de tête tirés pour la Galerie Marwan Hoss sur les presses de l'Imprimerie Nationale, comportant une gravure originale de  Zao Wou-Ki, 1992
- Le Prophète, de Gébrane Khalil Gibran, nouvelle traduction, précédée de l'essai Le mystère Gibran, exemplaires de tête reproduisant la totalité des dessins de Gibran, éditions de La Renaissance du Livre, 1999

### Œuvres en langue arabe
- La nuit du sens, positions et propositions sur la poésie et sur l'être, propos recueillis par Jawad Sidaoui, Dar el-Farabi, Beyrouth, 1990
- Cet homme là... aspect d'une autobiographie, souvenirs recueillis par Toufic Chéhab, Dar al-Liwa, Beyrouth, 1990

#### Ouvrages critiques
- Mohammed Serghini, Salah Stétié et les quatre éléments, Beyrouth, Dar Khodr, 1989 (en arabe)
- Marwan Farès, Les dialectiques triangulaires de Salah Stétié, Beyrouth, SID, 1990 (en arabe)
- Nathalie Brillant, Salah Stétié, une poétique de l'arabesque, Paris, éditions L'Harmattan, 1992
- André du Bouchet, Pour Salah Stétié, dans « Retours sur le vent », Tours, éditions Fourbis, 1994
- Mohammed Boughali, Salah Stétié, un poète vêtu de terre, Publisud, 1996
- Paule Plouvier et Renée Ventresque, Itinéraires de Salah Stétié, Paris, éditions L'Harmattan, 1996
- « Collectif Salah Stétié », recueil des communications des deux colloques internationaux consacrés au poète (Université de Pau 22-24 mai 1996, Cerisy-la Salle, 11-18 juillet 1996), textes réunis par Daniel Leuwers et Christine Van Rogger-Andreucci, Presses de l'Université de Pau (PUP), 1997
- Giovanni Dotoli, Salah Stétié, le poète, la poésie, Paris, Klincksieck, 1999
- Béatrice Bonhomme, Salah Stétié en miroir, Rodopi (Collection monographique Rodopi en littérature française contemporaine), 2000
- Usage de Salah Stétié, ouvrage collectif sous la direction de Bruno Geneste et Yann Le Bihan - Études, hommages, poèmes. Textes inédits du poète - , éditions Blanc Silex, 2001
- Daniel Aranjo, Salah Stétié, poète arabe, Marseille, Autre Temps, 2001
- Jad Hatem, Soleil de nuit. Rilke, Fondane, Stétié, Tuéni, Paris, IDlivre, 2002.
- Poésie, terre d'exil. Autour de Salah Stétié, Actes du colloque de Montréal (novembre 2001) sous la direction d'Alexis Nouss, Montréal, Trait d'union, 2003
- Marc-Henri Arfeux, Salah Stétié, Paris, Seghers, coll. « Poètes d’aujourd’hui », 2004
- Maxime Del Fiol, Salah Stétié, Figures et infigurable, Alain Baudry et Cie, coll. « Les voix du Livre », 2010
- Sylvie Gazagne, Salah Stétié, Lecteur de Rimbaud et de Mallarmé, Paris, L'Harmattan, coll. « Approches Littéraires », 2010
- Claude Fintz, Salah Stétié, ou l'avant-pays des mots, Les éditions du Littéraire, coll. « La Bibliothèque d'Alexandrie », 2012
- Ghada El-Samrout, L'itinéraire mystique dans l'œuvre de Salah Stétié, Paris, L'Harmattan, 2014
- François Turner, Sur un poème de Salah Stétié - L’Uræus, Éditions de La Nerthe, 2015
- Stéphanie Nassif, Salah Stétié, d'ombres et de lumière, Paris, Hermann, 2019 (réalisé à partir d'entretiens avec Salah Stétié entre 2017 et 2018)

#### Numéros spéciaux de revues
- Les Cahiers obsidiane, « Autour de Salah Stétié », no 1, 1979
- Les Cahiers du désert, « Pour Salah Stétié », préface d'André Pieyre de Mandiargues, dessins d'Élisabeth Delesalle, hors-série no 1, printemps 1984
- Aporie, « Salah Stétié et la Méditerranée noire », no 13, 1990
- La Rivière échappée, « Dossier Salah Stétié », no 4, octobre 1992
- L'Arbre à paroles, no 77, novembre-décembre 1993
- Sud, « Salah Stétié et la Maison du souffle », numéro double 106-107, juin 1994
- Rémanences, « Dossier Salah Stétié », no 3, septembre 1994
- Nu(e), no 3, printemps 1996
- Al-Adâb, no 5-6, quarantième année, mai-juin 1996 (en arabe)
- Encres vives, « Salah Stétié et le Liban », no 212, juin 1996
- OX, « Salah Stétié », no 85, septembre 1998
- Débats I, « Autour de Salah Stétié », Collège de littérature comparée, mars 2000
- Salah Stétié et ses amis artistes, catalogue raisonné et commenté, Médiathèque d'Issy-les-Moulineaux, 2001
- Nunc, revue passagère 15, mars 2008
- Europe, novembre 2009
- Le Magazine littéraire, mars 2013
- Souffles, juillet 2014
- Europe, no 1091, mars 2020, dossier Salah Stétié, avec des textes de Michèle Finck, Béatrice Bonhomme, Fadi Khodr, Stéphane Barsacq, Salah Stétié.

### Expositions
- Salah Stétié, Livres d'artistes, Médiathèque d'Issy-les-Moulineaux, octobre 2001
- Salah Stétié et ses amis artistes, Maison Elsa Triolet-Aragon, Saint-Arnoult-en-Yvelines, 2003
- Salah Stétié et ses peintres, Espace 1789, Saint-Ouen, 23 mars - 23 avril 2006
- Salah Stétié et les peintres, Musée Paul Valéry, Sète, 8 décembre 2012 - 14 avril 2013
- Salah Stétié, manuscrits et livres d'artistes, galerie des donateurs, BNF, 5 mars - 14 avril 2013

### Musique
- Yves-Marie Pasquet : Larme, pour 9 voix de femmes, sur un poème de Salah Stétié, créée par l'ensemble Héliade (2011).
- Paul Dirmeikis : Je vous parle d'un buisson très éloigné, trio Paul Dirmeikis (chant, guitare et composition), Jean-Baptiste Henry (bandonéon) et Julien Blondel (violoncel), disque et rpoduction L'éveilleur, (2016)

### Filmographie
- Salah Stétié : signes et traces, par David Raynal et Frank Smith, film produit par la LBC (Liban) et Outside (France, 45 min), 1999
- Salah Stétié, la rose et le jasmin, par Mona Makki et sur une idée de François Xavier, produit par l'Institut pour la coopération audiovisuelle francophone, France 3, Espace francophone (26 min), 2000
- Salah Stétié : Versants, film-documentaire de Stéphane Sinde, (France, 52 min), 2015 [présentation en ligne]

### Discographie
Dix-neuf poèmes (extraits de L'Eau froide gardée, Fièvre et guérison de l'icône, L'été du grand nuage, L'Être, D'une langue, Fiançailles de la fraîcheur, Fluidité de la mort, L'autre côté brûlé du très pur, Le Mendiant aux mains de neige) ont été mis en chansons par le poète; compositeur et chanteur Paul Dirmeikis. Six d'entre eux figurent sur le CD (EVE 005) "Je vous parle d'un buisson très éloigné", paru en 2016 (L'Éveilleur).

### Fonds Salah Stétié
- Bibliothèque nationale de France (Paris)
- Bibliothèque littéraire Jacques Doucet (Paris)
- Fonds littéraire Fata Morgana - Région Languedoc-Roussillon (Montpellier)